# Macrocentrus rufotestaceus
Macrocentrus rufotestaceus är en stekelart som beskrevs av Cameron 1906. Macrocentrus rufotestaceus ingår i släktet Macrocentrus och familjen bracksteklar. Inga underarter finns listade i Catalogue of Life.